# Hochheim am Main
Hochheim am Main – miasto w Niemczech, w kraju związkowym Hesja, w rejencji Darmstadt, w powiecie Main-Taunus, leży nad Menem.
Położone na wschodnim skraju regionu winiarskiego Rheingau Hochheim dało nazwę angielskiemu określeniu nadreńskich białych win – hock, używanym już na początku XVIII wieku i już wtedy wystawianemu na aukcjach. Miasto zwiedziła królowa Wiktoria, która zasłynęła stwierdzeniem: „A good hock keeps off the doc” (dobry hock zapobiega wizycie u lekarza). Królową uhonorowano w nazwie jednej z cenionych winnic, położonych nad samą rzeką (Königin Viktoriaberg). Część tutejszych winnic oraz piwnic winnych posiada również miasto Frankfurt nad Menem – te w Hochheim stanowią ich najważniejszą część.
W mieście znajduje się muzeum winiarstwa (Hochheimer Weinbaumuseum).
Hochheim am Main dysponuje od 1999 kolekcją 600 dzieł sztuki nowoczesnej ze zbiorów Liane i Hermanna Rostecków. Małżeństwo interesowało się szczególnie sztuką hiszpańską. Dwadzieścia lat później, w 2019, zbiory zostały przekazane miastu. Od 2002 są wystawiane w Villa Burgeff i obejmują m.in. prace Salvadora Dalí, Pabla Picasso, Wolfa Wostella i Joana Miró.

## Współpraca
Miejscowości partnerskie:
- Bonyhád, Węgry
- Kölleda, Turyngia
- Le Pontet, Francja